# Arizona State Route 180A
Die Arizona State Route 180A (kurz AZ 180A) ist eine State Route im US-Bundesstaat Arizona, die in Nord-Süd-Richtung verläuft.
Die State Route bildet die Verbindung zwischen der Kreuzung mit der Arizona State Route 61 in der Ortschaft Concho und dem U.S. Highways 180 südlich des Zuni Rivers. Die AZ 180A hat eine Gesamtlänge von 18 Kilometern.